# Ataque químico de Ghouta

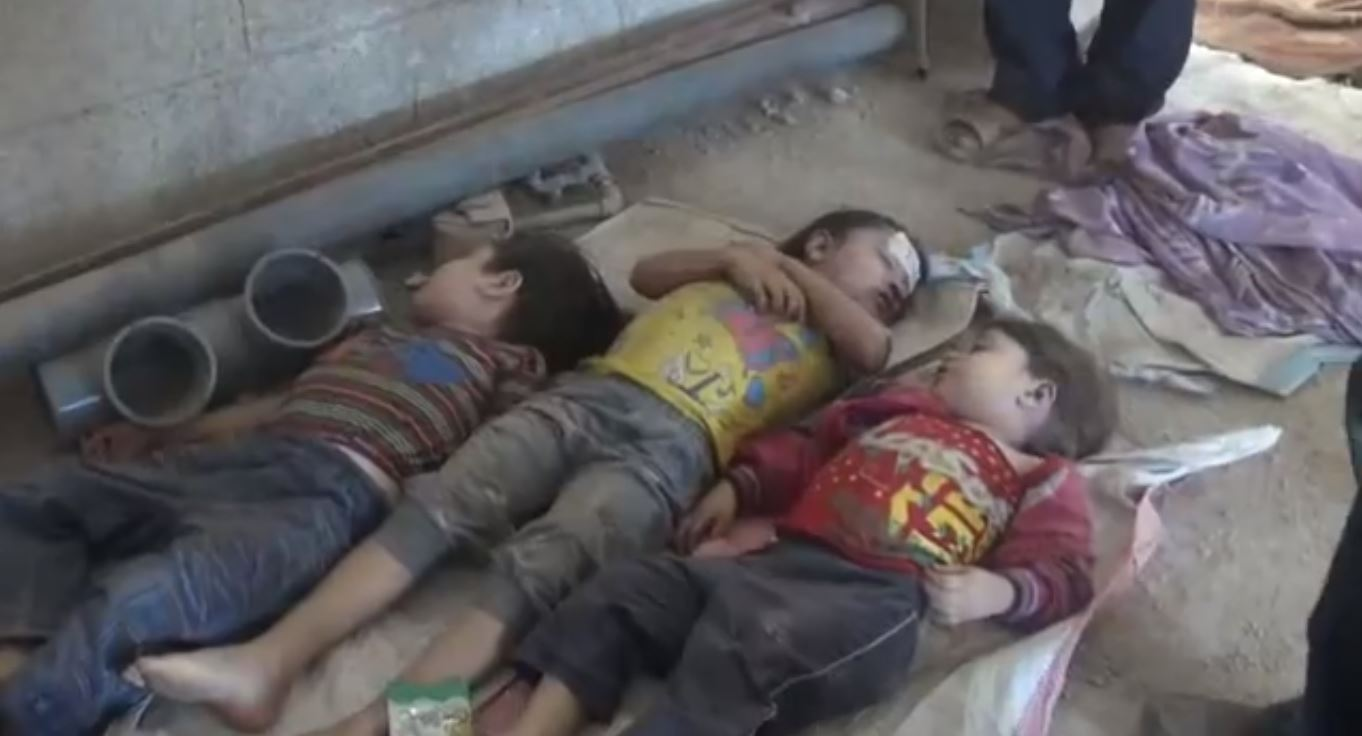
Crianças mortas pelo ataque

Todos os ataques visavam subúrbios controlados pelos rebeldes

O ataque químico de Ghouta ocorreu em 21 de agosto de 2013 durante a Guerra Civil Síria, quando diversas áreas controladas ou disputadas pela oposição nos subúrbios de Ghouta em torno de Damasco, na Síria, foram atingidas por foguetes contendo o agente químico sarin. Centenas de pessoas foram mortas no ataque, que ocorreu durante um curto espaço de tempo no início da manhã. As estimativas do número de mortos variam de "pelo menos 281" até 1 729 vítimas mortais, não menos do que 51 dos quais eram combatentes rebeldes. Muitas testemunhas relataram que nenhuma das vítimas que viram apresentavam feridas físicas, e vídeos que pretendiam mostrar as vítimas do ataque químico foram amplamente divulgados no YouTube e outros sites.  O episódio pode ser o uso mais letal de armas químicas desde a Guerra Irã-Iraque.
O governo sírio e a oposição culpavam-se mutuamente pelo ataque. Muitos governos, principalmente no mundo ocidental e árabe, afirmaram que o ataque foi realizado por forças do presidente sírio Bashar al-Assad, uma conclusão ecoada pela Liga Árabe e pela União Europeia. O governo russo classificou o ataque como uma operação de falsa bandeira da oposição para arrastar as potências estrangeiras para a guerra civil do lado dos rebeldes. Em abril de 2014, o jornalista Seymour Hersh alegou que os EUA e o Reino Unido teriam conhecimento que o ataque teria sido organizado pela Turquia.
O ataque acendeu o debate na França, Reino Unido, Estados Unidos e outros países sobre a possibilidade de intervir militarmente contra as forças do governo. Em setembro de 2013, a governo sírio, apesar de não admitir a autoria do ataque, declarou a sua intenção de aderir à Convenção de Armas Químicas e destruir suas armas químicas.